# Galapa
Galapa là một khu tự quản thuộc tỉnh Atlántico, Colombia. Thủ phủ của khu tự quản Galapa đóng tại Galapa Khu tự quản Galapa có diện tích 98 ki lô mét vuông. Đến thời điểm ngày 28 tháng 5 năm 2005, khu tự quản Galapa có dân số 16873 người.